# OpenSolaris
OpenSolaris是一個曾由昇陽電腦所發起的開放原碼專案，用來建立以Solaris作業系統為主的開發者社群，在甲骨文公司收購昇陽電腦後，現已經中止專案。
此開放原碼專案過去有超過12,000人於專案網站OpenSolaris.org註冊成為社群會員，其中有超過11,000名會員都不是昇陽電腦的員工，由此可知OpenSolaris的用戶團體社群曾相當活絡。此外在官方網站上也曾有12個OpenSolaris的技術社群與專案。於2006年7月13日時OpenSolaris的官方網站上有如下的成績公佈：相關下載已超過33,000次，註冊會員已超過14,000名，貢獻已超過100項，社群已超過40個，用戶團體已達29個，專案28個，5種發行版本。
由於甲骨文公司對OpenSolaris計畫沒有積極支援的意圖。委員會於2010年7月12日對甲骨文給出「最後通牒」，要求在8月16日派出一位代理人商討計畫的走向，否則將在8月23日的委員會會議中做出回應。由於甲骨文未加回應，委員會於該日達成共識，解散OpenSolaris委員會，社區將不再提供新的源碼，計畫的控制權由開發員社區交還給甲骨文。隨後開放源碼社區以原本的代碼為基礎，分支出新的計畫：OpenIndiana和Illumos。

## 歷史
實際上，OpenSolaris的計畫是從2004年初開始。一個受過多種訓練所組成的團隊從各種角度來考量此一專案：授權方式、商业模型、管理方式、協同開發程序、原始程式碼分析、原始程式碼管理、工具、市場行銷、網站應用設計，以及社群發展等。到了2004年9月，由18位非昇陽電腦的社群成員共同成立了先期發展計畫，之後參與人數逐漸增加，經過9個月的試行，外部共同參與者已達145名。
接著，Solaris原始程式碼的開放程序逐漸加快，第一個開放（也稱：釋出）的部分是Solaris的動態追蹤工具套件（Dynamic Tracing Toolkit，一般也稱為DTrace），這個追蹤工具可以協助程式師及資管師對系統（指電腦）進行以效能為取向或資源利用率為取向的最佳化調整。
DTrace已於2005年1月開放，同時昇陽也完成OpenSolaris.org網站的第一階段建置，並宣佈OpenSolaris的原碼將依據CDDL（Common Development and Distribution License）授權方式來開放，同時打算成立社群指導委員會（Community Advisory Board，簡稱CAB）。
到了開放當天（2005年6月14日），有大量的Solaris作業系統的原始程式碼被公開釋出；不過，仍有部分不公開，而只提供二進位的執行程式碼。未公開的原因據說是這些程式的原碼涉及協力業者（第三方業者）的智慧財產權，所以昇陽電腦方面也無權公開。至於釋出的OpenSolaris原碼，幾乎與正在使用與研發中的Solaris原碼相同。
到了2005年4月4日，昇陽電腦宣佈了五名CAB的成員，其中兩名從先期計畫的社群中推選而來，另有兩名由昇陽公司指派，另一名則由昇陽公司自廣大開放原碼社群中選定。2005年、2006年間OpenSolaris的CAB成員有：Roy Fielding、Al Hopper、Rich Teer、Casper Dik，以及Simon Phipps。
2006年2月10日昇陽電腦簽署了OpenSolaris的章節，正式將OpenSolaris社群推升成一個獨立團體，並由OpenSolaris管理委員會（OGB, OpenSolaris Governing Board）來負責，而首任的OGB人員也來自於之前的CAB，他們的工作是建立及確認OpenSolaris社群的管理，且這樣的階段性工作任務於2006年6月30日告結。工作的內容包括建立管理文件或「規章」，如今這些都已經步上軌道了。此後管理工作團隊（Governance Working Group）將由OGB與三名受邀者所共同組成，這三名受邀人士分別是：Stephen Hahn、Keith Wesolowski（昇陽電腦內Solaris單位的程式師），以及Ben Rockwood（在OpenSolaris社群中表現卓越傑出的一員）。

## 授權方式
昇陽電腦已將Solaris的多數原碼以通用开发与散布许可证（CDDL, Common Development and Distribution License）授權方式來開放，CDDL授權是以Mozilla公共許可授權（MPL, Mozilla Public License）1.1版為基礎所研擬成的新授權許可方式，所以CDDL與MPL相同，兩者都與普及的通用公共許可授權（GPL, GNU General Public License）不相容。不過CDDL確實是屬於「開放原碼且可自由授權」的一類。CDDL是由昇陽公司所提創，之後將提案送交給开放源代码促进会（OSI, Open Source Initiative）審核，並在2005年1月審議獲得核准的一種新開放原碼授權法。關於「自由軟體授權」的定義，則以自由軟體基金會（FSF, Free Software Foundation）的敘述為依據。

特別注意的是，關於MPL授權法，自由軟體基金會也表示：
|  | 若有一個軟體模組採行了GPL授權那麼就不能採行CDDL授權的軟體模組進行連結（link），若執意交混使用此兩種不同授權的軟體模組，則自由軟體基金會將對此向您發出抗議。 |

另外，Mozilla Application Suite及Mozilla Firefox已經改變他們的授權方式，允許使用者在在三種授權方式中任選其一：MPL、LGPL及GPL。

## 批評
對於昇陽電腦發起與推行Solaris的原碼開放（OpenSolaris），Linux的創辦人：林納斯·托瓦茲（Linus B. Torvalds）在2004年12月22日接受CNET新聞網（CNET news.com）專訪時曾如此表示：
|  | 沒人要用殘缺版的東西（指），另外我確信他們得花很多時間才能建立起具規模的社群。 |

同時他也指出OpenSolaris在裝置驅動程式的支援上將是個問題，他認為OpenSolaris的社群在此方面的嘗試與努力將是個大磨難。關於此他說：
|  | 如果您認為Linux的支援驅動程式不夠多，那您應該去試試x86版的。 |

托瓦茲的言下之意是：雖與Linux一樣都能在x86硬體上執行，但在驅動程式方面的支援上OpenSolaris仍遠不及Linux。
不過，數個月後托瓦茲的立場態度有些軟化，他在2005年2月的企業Linux峰會（Enterprise Linux Summit）時，對於軟體開發專案的許可授權方面認為CDDL有其未來性：
|  | CDDL可就不同，以此方式授權軟體開發工作將可更良善，此外有許多人仍喜愛Solaris。不過我仍會積極與他們競爭，希望他們（社群）死掉。 |

## 版本歷史
| 版本    | 發佈日期   | 支援階段結束               | 支援階段結束               | 支援階段結束                               |
| 版本    | 發佈日期   | General Availability（GA） | Post End of Version（EOV） | SunSpectrum End of Service Life（SS-EOSL） |
| ------- | ---------- | -------------------------- | -------------------------- | ------------------------------------------ |
| 2008.05 | 2008-05-13 | 2008-11-13                 | 2011-05-13                 | -                                          |
| 2008.11 | 2008-11-25 | 2009-05-25                 | 2011-11-25                 | -                                          |
| 2009.06 | 2009-06-01 | 2009-12-01                 | 2012-06-01                 | 2014-06-01                                 |

| 色彩 | 意義          |
| ---- | ------------- |
| 紅   | 舊版本;不支援 |
| 黃   | 舊版本;支援中 |
| 綠   | 當前版本      |

## 發行版本
- SchilliX，Live CD型態的OpenSolaris
- Belenix，Live CD型態的OpenSolaris
- marTux，第一個以支援SPARC硬體架構平台所發行、發佈、散佈的Live CD、DVD OpenSolaris
- Nexenta，一個以Debian為基礎的發行版本，結合了GNU軟體及Solaris的SunOS核心。
- Polaris，將OpenSolaris的原始程式碼，以支援PowerPC硬體架構平台來進行調整、修改，並重新編譯（Recompile）而成的OpenSolaris。而其名稱：Polaris即是將PowerPC的首字母「P」，再加上Solaris的「olaris」而成，不過Polaris在英文也是「北極星」的意思，然這只是巧合。
- Portaris，將Gentoo的Portage轉移改寫到OpenSolaris上，2006年4月時仍處在外部測試（beta）階段。

## 另見
- Solaris - Sun Microsystems的商用UNIX作業系統
- Trusted Solaris - 針對特殊場合與應用而增強安全防護性的Solaris
- illumos、OpenIndiana - 基于OpenSolaris源代码分支出的新计划

## 外部連結

### 官方網站
- （英文） OpenSolaris.org網站
- （英文） OpenSolaris.org下的各社群
- （英文） OpenSolaris.org下的各專案
- （英文） OpenSolaris.org的用戶團體社群頁面
- （英文） OpenSolaris專案每週摘要數字報告
- （英文） Jim Grisanzio的網誌（也稱：部落格，Blog）- OpenSolaris的社群管理員

### 各發行版
- Belenix
- Polaris
- Portaris

### 其他
- OpenSolaris的書籤（也稱：我的最愛）訂閱（位於del.icio.us） （页面存档备份，存于）（英文）
- Genunix說明文件的用戶推動專案 （页面存档备份，存于）（英文）
- OpenSolaris的安全、防護性等相關資源（英文）
- 解讀標準—OpenSolaris、OpenSPARC、Polaris （繁體中文）2006年2月6日